# Instant Gratification
Instant Gratification è il sesto album in studio del gruppo musicale statunitense Dance Gavin Dance, pubblicato nel 2015.

## Tracce
1. We Own the Night – 3:25
2. Stroke God, Millionaire – 3:10
3. Something New – 3:56
4. On the Run – 4:13
5. Shark Dad – 3:32
6. Awkward – 4:01
7. The Cuddler – 2:33
8. Legend – 3:24
9. Eagle vs. Crows – 2:56
10. Death of a Strawberry – 4:10
11. Variation – 3:58
12. Lost – 3:29

## Formazione
- Tilian Pearson – voce
- Jon Mess – voce
- Will Swan – chitarra, voce
- Tim Feerick – basso
- Matt Mingus – batteria